# No és el passat
No és el passat (títol original en suec, Maria Wern – Inte ens det förflutna) és un telefilm suec de 2012 dirigit per Erik Leijonborg, produït per Martin Söder i escrit per Erik Ahrnbom i Fredrik T Olsson, basada en la novel·la homònima d'Anna Jansson. És el cinquè llargmetratge sobre la inspectora Maria Wern. S'ha doblat al valencià per a À Punt, que va estrenar-lo el 16 de juliol de 2023.
El telefilm narra com, arran de les amenaces de mort anònimes que rep la Maria, les autoritats decideixen traslladar-la fora de l'illa de Gotland per garantir-ne la seguretat. Paral·lelament, els seus col·legues continuen la investigació per identificar l’autor de les amenaces, mentre augmenten les sospites que el possible agressor podria haver-la seguit fins a l'illa de Stora Karlsö.